# Rocky 4
Rocky 4 (títol original: Rocky IV) és una pel·lícula americana escrita i dirigida per Sylvester Stallone, estrenada l'any 1985.
Gran èxit de la saga Rocky, aquest lliurament en fa parlar molt d'ell pel seu missatge maniqueu i la pudor de Guerra Freda durant els anys de presidència de Ronald Reagan. Ha estat doblada al català.

## Argument
El 1985, Ivan Drago, un boxejador procedent de la URSS, fa la seva aparició als Estats Units. Molest per l'altivesa d'aquest nou atleta, Apollo Creed, gran amic de Rocky decideix desafiar-lo, malgrat les reticències d'aquest últim. Però el que no era més que un simple combat d'exhibició gira cap al drama quan Apollo mor d'una aturada cardíaca com a conseqüència dels poderosos cops del seu adversari. Reprotxant-se de no haver pogut salvar el seu amic, que li havia fet prometre de no aturar el combat, tirant la tovallola a temps, Rocky demana enfrontar-se a Drago sense diners en joc, cosa que li valdrà una suspensió de dos anys. El combat tindrà lloc en territori rus la nit de Nadal. Mentre Drago s'entrena amb un material d'elevada tecnologia i dopant-se amb esteroides anabolitzants, Rocky marxa a entrenar-se amb Paulie i Duke en una granja a Sibèria sense Adrian, que no entén què vol trobar Rocky en aquest combat d'elevats riscos. L'entrenament és la imatge de la confrontació entre l'Home-naturalesa (Rocky) i l'Home-màquina (Drago).

## Repartiment
- Sylvester Stallone: Rocky Balboa
- Talia Shire: Adrian Balboa
- Burt Young: Paulie Pennino
- Carl Weathers: Apollo Creed
- Brigitte Nielsen: Ludmilla Vobet Drago
- Dolph Lundgren: Ivan Drago
- Tony Burton: Duke
- Michael Pataki: Nikoli Koloff
- Sylvia Meals: Mary Anne Creed
- Rocky Krakoff : Rocky Balboa Jr.
- R.J. Adams: el presentador d'esports
- Stu Nahan: el comentador # 1 del combat Apollo vs Drago
- Lou Filippo: l'àrbitre del combat Apollo vs Drago
- Barry Tompkins: el comentador # 1 del combat Rocky vs Drago
- Al Bandiero: el comentador # 2 del combat Rocky vs Drago
- Robert Doornick: Sico, el robot (veu)
- James Brown : Ell mateix (cantant Living in America)
- LeRoy Neiman : ell mateix (l'anunciador del combat Apollo vs Drago)
- Mister T. : Clubber Lang (imatges d'arxiu) (no surt als crèdits)

## Al voltant de la pel·lícula
- Aquest quart lliurament és l'únic de la saga que no arrenca amb la marxa del títol de la dreta cap a l'esquerra.
- Arnold Schwarzenegger o Lou Ferrigno van ser presseleccionats pel paper de Drago.
- Dolph Lundgren té aquí el seu primer paper al cinema després d'haver fet de figurant en Panorama per matar (1985).
- En aquesta quarta part, Vince DiCola reemplaça Bill Conti per la composició de la música.
- La pel·lícula reprèn l'última escena del tercer lliurament en la qual Rocky i Apollo fan un petit match amistós en el vell gimnàs. S'hi troba no obstant això un petit canvi: El tema musical Reflections, compost per Bill Conti, ha estat reemplaçat per un tema compost per Vince DiCola.
- L'última imatge de la pel·lícula serà utilitzada com a segon pla en el cartell de Rocky 5.
- En el rodatge del combat final, Sylvester Stallone va ser hospitalitzat com a conseqüència dels cops de Dolph Lundgren (Ivan Drago), cosa que va interrompre la producció durant dues setmanes.[4]

## Banda original
Es tracta de l'únic episodi de la saga en el qual Bill Conti no compon la música. La banda original de la pel·lícula, per Vince DiCola, no reutilitza pràcticament cap tema musical de les altres pel·lícules (inclosa Gonna Fly Now), i és essencialment composta de cançons. 
El album serà reeditat i remasteritzat el 2006 per BMG Entertainment amb l'ajut del títol Man Against the World del grup Survivor, ja a l'origen del tube Eye of the Tiger, present en Rocky 3. Man Against the World ha estat escrit per la pel·lícula, però va ser finalment tallat.
El 2008, No Easy Way Out serà reprès pel grup gal·lès Bullet for My Valentine en el títol bonus del seu album Scream Aim Fire. Els noruecs Northern Kings reprendran pel que fa a ells Training Montage pel album Rethroned. D'altra banda, la National Futbol League ha utilitzat molt War en els anys 1980-1990. El 2010, Intrada Records proposa una nova reedició amb composicions mai comercialitzades de Vince DiCola.
El intermedi musical de James Brown en la introducció de la trobada entre Apollo Creed i Ivan Drago fa referència a la presència de James Brown com a  musical guest pel combat mític Rumble in the jungle organitzat per Don King el 1974 a Kinshasa, al Zaire, oposant Mohamed Ali a George Foreman, posseïdor del títol.
Llista dels títols
1. Burning Heart - Survivor
2. Hearts On Fire - John Cafferty
3. Double or Nothing - Kenny Loggins & Gladys Knight
4. Eye of the Tiger - Survivor
5. War/Fanfare From Rocky - Vince DiCola
6. Living in America - James Brown
7. No Easy Way Out - Robert Tepper
8. One Way Street - Go West
9. The Sweetest Victory - Touch
10. Training Montage - Vince DiCola
Titre bonus de 2006
11. Man Against the World - Survivor

## Premis i nominacions

### Premis
- Festival de Cinema de Napierville 1985: trofeu Marshall al millor actor per Dolph Lundgren[6]
- Goldene Leinwand 1986: millor pel·lícula